# 超猫属
超猫属（学名：Hyperailurictis）为猫科的一个属。

## 下属物种
本属包括以下物种：
- †无畏超猫 Hyperailurictis intrepidus Leidy, 1858
- †马氏超猫 Hyperailurictis marshi Thorpe, 1922
- †斯氏超猫 Hyperailurictis stouti Schultz & Martin, 1972
- †强壮超猫 Hyperailurictis validus Rothwell, 2001
- †施氏超猫 Hyperailurictis skinneri Rothwell, 2003